# يكاترينا كرامارينكو
يكاتيرينا ألكسندروفنا كرامارينكو (بالروسية: Екатерина Александровна Крамаренко) هي لاعبة جمباز فني روسية ولدت في يوم 22 أبريل 1991 في مدينة سانت بطرسبرغ. أبرز إنجازاتها هو فوزها بالميدالية البرونزية في بطولة العالم للجمباز الفني 2014 في نانينغ.